# Netrobalane canopus
Netrobalane canopus är en fjärilsart som beskrevs av Henry Trimen 1864. Netrobalane canopus ingår i släktet Netrobalane och familjen tjockhuvuden. Inga underarter finns listade i Catalogue of Life.

## Bildgalleri

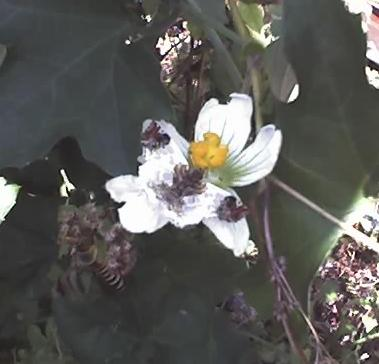